# We Don’t Talk Anymore (kislemez)
A We Don’t Talk Anymore Cliff Richard brit énekes kislemeze, amely négy hétig volt a slágerlista negyedik helyén 1979 augusztusában. Alan Tarney gitáros és producer írta a dalt, és ez lett Richard tizedik number one-ja 1968 óta (ekkor adta elő a Congratulations című dalt).
Ekkortájt, a 40. születésnapja előtt jelentették be, hogy Richard várományosa a Brit Birodalom Tisztje-címnek.
A  We Don’t Talk Anymore megalapozta a 80-as, 90-es években folytatódó karrierjét.
A kislemez világszerte nagyon jó eladási statisztikákkal rendelkezik: 5 hétig volt a német slágerlista 1. helyén, és a 7. helyezést érte el a Billboard Hot 100 listán az Egyesült Államokban.
A We Don’t Talk Anymore videója volt a hatodik videóklip, amelyet leadtak a Music Television 1981. augusztus 1-i első adásában.

## Helyezések
| Ország                                   | Legmagasabb helyezés |
| ---------------------------------------- | -------------------- |
| Egyesült Királyság Top 40 kislemez lista | 1                    |
| Írország kislemez lista                  | 1                    |
| Új-Zéland                                | 5                    |
| Amerika Billboard Hot 100 lista          | 7                    |
| Amerika felnőtt kortárs lista            | 5                    |